# Pseudocarcharias kamoharai
Lo squalo coccodrillo (Pseudocarcharias kamoharai Matsubara, 1936) è l'unica specie conosciuta della famiglia degli Pseudocarcaridi. Si tratta di squali "rari", dato che vivono in profondità sono poco osservabili e poco conosciuti.

## Habitat e diffusione
Lo squalo coccodrillo è diffuso soprattutto in tutto l'Oceano Pacifico, nell'Oceano Atlantico orientale e nell'Oceano Indiano nord-occidentale. Lo si trova quasi sempre al largo, lontano dalle coste a 600 metri di profondità , anche se qualche volta è stato avvistato vicino alla riva.

## Descrizione

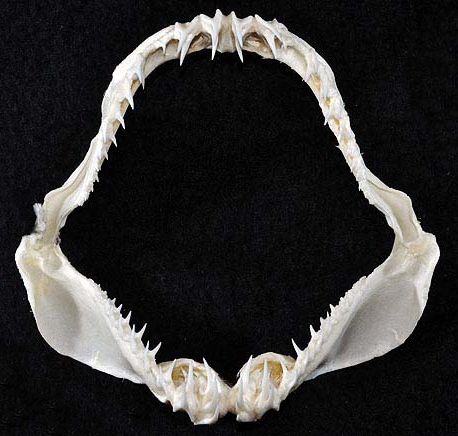
Le mandibole dello squalo

Questo piccolo squalo, poco conosciuto, ha la lunghezza media di 1,1 metro e un peso non ancora registrato. Presenta una forma cilindrica ed è una delle specie oceaniche. Questo squalo è chiamato anche "coccodrillo" poiché ha il muso pronunciato, con grandi denti e, per afferrare la preda, può protendere le mascelle molto in avanti. Si sposta in senso verticale, durante la notte, seguendo le prede verso la superficie, e tornando poi a inabissarsi. I suoi grandi occhi gli permettono di vedere anche in condizioni di scarsa luminosità. Come altre specie di squali, gli embrioni dello squalo coccodrillo praticano il cannibalismo quando sono all'interno dell'utero materno, mangiandosi tra loro prima della nascita. In genere sopravvivono solo 2 piccoli per utero che, normalmente riescono a completare il loro sviluppo.
Caratteristica è la presenza nel corpo (più precisamente è un liquido che viene secreto dal fegato) di squalene, un olio con il quale aumenta la propria capacità di galleggiare.

## Alimentazione
È carnivoro e si nutre sia di pesci più piccoli che di invertebrati marini.

## Reperti museali in Italia
L'unico reperto musealizzato in Italia ascritto a questa specie è una mandibola di 105x136 mm proveniente dall'Isola di Jolo (Filippine) esposta presso la Galleria nazionale dei Selachoidei.

## Conservazione
Non esiste una pesca mirata a questa specie ma è un comune bycatch nella pesca con i palamiti ai tonni e al pesce spada ma sembra che le ferite prodotte dagli ami siano mortali solo in una piccola percentuale dei casi. Queste catture accidentali possono in futuro sollevare qualche preoccupazione per la conservazione della specie. In ogni caso la Lista rossa IUCN classifica questa specie come "a rischio minimo".